# Крозби (Минесота)
Крозби (енгл. Crosby) град је у америчкој савезној држави Минесота.

## Демографија
По попису из 2010. године број становника је 2.386, што је 87 (3,8%) становника више него 2000. године.
| Група             | 2000.         | 2010.         |
| Белци             | 2.235 (97,2%) | 2.278 (95,5%) |
| Афроамериканци    | 1 (0,0%)      | 10 (0,4%)     |
| Азијати           | 5 (0,2%)      | 14 (0,6%)     |
| Хиспаноамериканци | 23 (1,0%)     | 31 (1,3%)     |
| Укупно            | 2.299         | 2.386         |